# Westermoor
Westermoor är en kommun och ort i Kreis Steinburg i förbundslandet Schleswig-Holstein i Tyskland. Westermoor har cirka 
400 invånare.
Kommunen ingår i kommunalförbundet Amt Breitenburg tillsammans med ytterligare tio kommuner.